# Higham on the Hill
Higham on the Hill is een civil parish in het bestuurlijke gebied Hinckley and Bosworth, in het Engelse graafschap Leicestershire met 840 inwoners.